# Thomas Granger
Thomas Graunger o Granger (1625? - 8 de septiembre de 1642) fue una de las primeras personas ahorcadas en la colonia de Plymouth (el primer colgado en Plymouth o en cualquiera de las colonias de Nueva Inglaterra fue John Billington) y el primer menor que se conozca sentenciado a muerte y ejecutado en el territorio de lo que luego será Estados Unidos. Era un criado de Love Brewster, de Duxbury, en la colonia de Plymouth en la Norteamérica británica. Graunger, con 16 o 17 años, fue condenado "por practicar bestialismo con una yegua, una vaca, dos cabras, dos ovejas, dos terneros, y un pavo", según los registros judiciales del 7 de septiembre de 1642.
Graunger confesó sus delitos en el tribunal de forma privada ante magistrados locales, y tras su procesamiento, públicamente ante los ministros y el jurado, siendo sentenciado a "muerte por ahorcamiento hasta que muera". Fue colgado por John Holmes, Mensajero del Tribunal, el 8 de septiembre de 1642. Antes de la ejecución de Graunger, siguiendo las leyes establecidas en Levítico 20:15 ("Y si un hombre se acuesta con una bestia, le llevarás a la muerte; y matarás a la bestia"), los animales implicados fueron sacrificados ante él y echados a una fosa grande cavada para su eliminación, no haciendo uso de ninguna parte de ellos.
Un registro de los actos de Granger consta en el diario del gobernador William Bradford Del asentamiento de Plymouth, 1620-1647. El crimen de Granger representa el primer caso de zoofilia registrado en las colonias norteamericanas.